# Clásica de San Sebastián 2025
La 44.ª edición de la clásica ciclista Clásica San Sebastián (nombre oficial: Donostiako Klasikoa) fue una carrera en España que se celebró el 2 de agosto de 2025 con inicio y final en la ciudad de San Sebastián sobre un recorrido de 211,4 kilómetros.
La carrera formó parte del UCI WorldTour 2025, siendo la vigésima séptima competición del calendario de máxima categoría mundial. El vencedor fue el italiano Giulio Ciccone del Lidl-Trek, quien estuvo acompañado en el podio por el suizo Jan Christen del UAE Emirates XRG y el belga Maxim Van Gils del Red Bull-BORA-hansgrohe, segundo y tercer clasificado respectivamente.

## Equipos participantes
Tomaron parte en la carrera 24 equipos: 18 de categoría UCI WorldTeam y 6 de categoría UCI ProTeam. Formaron así un pelotón de 168 ciclistas de los que acabaron 103. Los equipos participantes fueron:
| WorldTeams (18)- Alpecin-Deceuninck - Arkéa-B&B Hotels - Bahrain-Victorious - Cofidis - Decathlon AG2R La Mondiale Team - EF Education-EasyPost - Groupama-FDJ - Ineos Grenadiers - Intermarché-Wanty - Lidl-Trek - Movistar Team - Red Bull-BORA-hansgrohe - Soudal Quick-Step - Team Picnic-PostNL - Team Jayco AlUla - Team Visma \| Lease a Bike - UAE Team Emirates XRG - XDS Astana Team ProTeams (6)- Burgos-Burpellet-BH - Caja Rural-Seguros RGA - Equipo Kern Pharma - Euskaltel-Euskadi - Tudor Pro Cycling Team - Uno-X Mobility |
| |

## Clasificación final
- Las clasificación finalizó de la siguiente forma:[3]

| \| Clasificación general \| Clasificación general \| Clasificación general \| Clasificación general \| Clasificación general \| \| Ciclista \| Ciclista \| Equipo \| Tiempo \| \| \| --------------------- \| --------------------- \| -------------------------- \| --------------------- \| --------------------- \| \| 1.º \| Giulio Ciccone \| Lidl-Trek \| 5 h 05 min 33 s \| \| \| 2.º \| Jan Christen \| UAE Team Emirates XRG \| + 9 s \| \| \| 3.º \| Maxim Van Gils \| Red Bull-Bora-Hansgrohe \| + 19 s \| \| \| 4.º \| Tiesj Benoot \| Team Visma \\| Lease a Bike \| + 19 s \| \| \| 5.º \| Isaac Del Toro \| UAE Team Emirates XRG \| + 19 s \| \| \| 6.º \| Neilson Powless \| EF Education-EasyPost \| + 19 s \| \| \| 7.º \| Lucas Plapp \| Team Jayco AlUla \| + 21 s \| \| \| 8.º \| Christian Scaroni \| XDS Astana Team \| + 1 min 09 s \| \| \| 9.º \| Cian Uijtdebroeks \| Team Visma \\| Lease a Bike \| + 1 min 10 s \| \| \| 10.º \| Xandro Meurisse \| Alpecin-Deceuninck \| + 2 min 01 s \| \| |                   |                            |                 |
| |                   |                            |                 |
| Fuente: ProCyclingStats |                   |                            |                 |
| Clasificación general |                   |                            |                 |
| Ciclista | Ciclista          | Equipo                     | Tiempo          |
| 1.º | Giulio Ciccone    | Lidl-Trek                  | 5 h 05 min 33 s |
| 2.º | Jan Christen      | UAE Team Emirates XRG      | + 9 s           |
| 3.º | Maxim Van Gils    | Red Bull-Bora-Hansgrohe    | + 19 s          |
| 4.º | Tiesj Benoot      | Team Visma \| Lease a Bike | + 19 s          |
| 5.º | Isaac Del Toro    | UAE Team Emirates XRG      | + 19 s          |
| 6.º | Neilson Powless   | EF Education-EasyPost      | + 19 s          |
| 7.º | Lucas Plapp       | Team Jayco AlUla           | + 21 s          |
| 8.º | Christian Scaroni | XDS Astana Team            | + 1 min 09 s    |
| 9.º | Cian Uijtdebroeks | Team Visma \| Lease a Bike | + 1 min 10 s    |
| 10.º | Xandro Meurisse   | Alpecin-Deceuninck         | + 2 min 01 s    |

## Ciclistas participantes y posiciones finales
Convenciones:
- AB: Abandono
- FLT: Retiro por llegada fuera del límite de tiempo
- NTS: No tomó la salida
- DES: Descalificado o expulsado

## UCI World Ranking
La Clásica de San Sebastián otorgó puntos para el UCI World Ranking para corredores de los equipos en las categorías UCI WorldTeam, UCI ProTeam y Continental. Las siguientes tablas son el baremo de puntuación y los diez corredores que obtuvieron más puntos:
| Posición   | 1.º | 2.º | 3.º | 4.º | 5.º | 6.º | 7.º | 8.º | 9.º | 10.º | 11.º | 12.º | 13.º | 14.º | 15.º | 16.º-20.º | 21.º-30.º | 31.º-50.º | 51.º-55.º | 56.º-60.º |
| Puntuación | 400 | 320 | 260 | 220 | 180 | 140 | 120 | 100 | 80  | 68   | 56   | 48   | 40   | 32   | 28   | 24        | 16        | 8         | 4         | 2         |

| Clasificación |                   |                         |        |
| Ciclista      | Ciclista          | Equipo                  | Puntos |
| ------------- | ----------------- | ----------------------- | ------ |
| 1.º           | Giulio Ciccone    | Lidl-Trek               | 400    |
| 2.º           | Jan Christen      | UAE Emirates XRG        | 320    |
| 3.º           | Maxim Van Gils    | Red Bull-BORA-hansgrohe | 260    |
| 4.º           | Tiesj Benoot      | Visma \| Lease a Bike   | 220    |
| 5.º           | Isaac del Toro    | UAE Emirates XRG        | 180    |
| 6.º           | Neilson Powless   | EF Education-EasyPost   | 140    |
| 7.º           | Luke Plapp        | Jayco AlUla             | 120    |
| 8.º           | Christian Scaroni | XDS Astana              | 100    |
| 9.º           | Cian Uijtdebroeks | Visma \| Lease a Bike   | 80     |
| 10.º          | Xandro Meurisse   | Alpecin-Deceuninck      | 68     |